# فرد كوربيت
فرد كوربيت (بالإنجليزية: Fred Corbett)‏ (8 أكتوبر 1909 ببرمنغهام في المملكة المتحدة - 20 نوفمبر 1974) هو لاعب كرة قدم بريطاني (وحمل سابقاً جنسية المملكة المتحدة لبريطانيا العظمى وأيرلندا) في مركز الظهير. لعب مع برمنغهام سيتي ومانشستر سيتي ونادي توركي يونايتد ولينكولن سيتي أف سي ونادي ووستر سيتي.